# Gola singularnost
Gòla síngularnost (tudi ~ singulárnost) je v splošni teoriji relativnosti gravitacijska singularnost brez dogodkovnega obzorja. Singularnosti znotraj črnih lukenj vedno obkroža površina, od koder svetloba ne more uiti, in jih zatorej ne moremo neposredno opazovati. Gola singularnost je nasprotno točka v prostoru, kjer je gostota neskončna in je opazljiva od zunaj.
Teoretični obstoj golih singularnosti je pomemben, ker bi zaradi njihovega obstoja lahko opazovali sesedanje telesa v neskončno gostoto.
Računalniške simulacije sesedanja diska prahu so pokazala, da gole singularnosti lahko obstajajo. Zaradi tega domneva vesoljske cenzure, ki trdi, da so singularnosti zmeraj skrite, ne velja. Znani astrofizik Hawking je pri tem vprašanju izgubil stavo.
Obravnavanje vrtečih črnih lukenj je pokazalo, da se hitro vrteča singularnost lahko spremeni v obroču podobno obliko. To vodi do dveh dogodkovnih obzorij, kot tudi do ergosfere, ki se z naraščanjem vrtenja singularnosti približujejo. Ko so zunanje in notranje dogodkovno obzorje zlijeta, se skrčita proti vrteči singularnosti in jo na zadnje izpostavita preostalemu delu Vesolja.
Tako hitra singularnost lahko nastane s kolapsom prahu ali iz supernove hitro vrteče se zvezde. Raziskave pulzarjev in nekaj računalniških simulacij je razkrilo, da gole singularnosti kot dovolj hitre strukture, lahko nastanejo. To je tudi primer matematične težave (divergence gostote k neskončnosti), ki razkriva globljejši problem v našem razumevanju ustrezne fizike, ki je odgovorna za takšne procese. Izvedljiva teorija kvantne gravitacije bo morda lahko rešila takšne probleme.